# Centrale thermique de Belle-Vue
La centrale thermique de Belle-Vue est une centrale thermique de l'île Maurice, à Maurice. Mise en service en 2000, elle fonctionne avec de la bagasse et du charbon et est exploitée par la Compagnie Thermique de Belle-Vue, ou CTBV, détenue à 27 % par l'entreprise française Séchilienne-Sidec.